# Walt Disney Television
Walt Disney Television je divize Disney Media Networks, která vlastní a spravuje všechny televize vlastněné společností The Walt Disney Company. Zahrnuje celoplošnou televizi ABC, kabelové televize Freeform, Disney Channels Worldwide, FX a stanice National Geographic, studia ABC Studios, 20th Century Fox Television a Fox 21 Television Studios, zpravodajskou televizi ABC News a ABC Owned Television Stations.
V letech 1985–1996 nesla název Capital Cities/ABC, poté, do roku 2004, ABC Group a následně, do roku 2019, Disney–ABC Television Group.

## Televizní kanály
- ABC Networks (1943 – rádio) (1948 – televize)
  - ABC (1948)
  - ABC Daytime (1960)
  - ABC Entertainment (1982)
  - ABC News (1945)
  - ABC News Now (2004)
  - ABC Family (2001)
- LWN (2009)
- A+E Networks (50%) (1984)
- Lifetime Entertainment Services (50%) (2009)
  - Lifetime (2009)
  - Lifetime Movie Network (2009)
  - Lifetime Real Women (2009)
  - Lifetime Radio for Women (2009)
  - Lifetime Press (2009)
  - Lifetime Digital (2009)
- Disney Channels Worldwide

- - Disney Channel (1983)

Oficiální logo Disney Channel.

  - Disney Junior (2011) (dříve Playhouse Disney)
  - Disney XD (2009) (dříve Toon Disney nebo Jetix)
  - Disney Cinemagic
    - Disney Cinemagic (Francie) (2007)
    - Disney Cinemagic (Německo) (2009)
    - Disney Cinemagic (Portugalsko) (2008)
    - Disney Cinemagic (Itálie) (2012)
    - Disney Cinemagic (Španělsko) (2008)
    - Disney Cinemagic (Spojené království a Irsko) (2006)
- Family (20%) (1988)

## Rádiové stanice
- ABC News Radio (1968)
- Radio Disney (1996)
  - Radio Disney Latin America
  - Radio Disney Brazil

## Mezinárodní investice Disney Enterprises
- Super RTL (Německo) přes Buena Vista International Television Investments (50%)
- RTL II (Německo) přes ABC Cable and International Broadcast Worldwide Holdings (15.75%)